# J. H. Kwabena Nketia

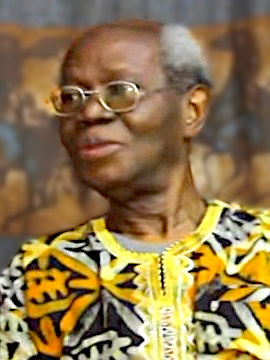
Nketia (2015)

Joseph Hanson Kwabena Nketia (* 22. Juni 1921 in Mampong, Sekyere West District; † 13. März 2019 in Accra) war ein ghanaischer Musikethnologe und Komponist.

## Leben und Wirken
Nketia wuchs mit der Muttersprache Akan auf und war von 1937 bis 1941 auf dem Presbyterian Training College in Akropong (Hauptstadt des Akuapim North District). Er studierte an der Universität London von 1944 bis 1949, zunächst zwei Jahre Linguistik an der School of Oriental and African Studies und begann dann ein dreijähriges Studium am Birkbeck College der University of London und am Trinity College of Music in London, das er 1949 mit dem Grad eines B. A. abschloss.
1952 wurde Nketia Mitarbeiter an der University of Ghana. 1958 erhielt er ein Rockefeller-Fellowship-Stipendium, das ihm erlaubte, in die USA zu reisen und dort die Columbia University (wo er bei Henry Cowell studierte), die Juilliard School und die Northwestern University zu besuchen und Musikwissenschaft und Komposition zu studieren. Nach der Rückkehr aus den Vereinigten Staaten wurde er 1962 Senior Fellow an der University of Ghana, bald darauf Associate Professor, um 1963 dort zum ordentlichen Professor ernannt zu werden.
Nketia beschäftigte sich insbesondere mit der traditionellen Musik der Ewe und verallgemeinerte seine Kenntnisse über die traditionelle afrikanische Musik in mehreren Monographien. Sein Buch The Music of Africa gilt als Standardwerk und wurde in mehrere Sprachen, auch ins Deutsche, übersetzt. Auf Deutsch sind auch zwei Beiträge in dem von Erich Stockmann herausgegebenen Sammelband Musikkulturen in Afrika (1987) enthalten.
Sein Konzept und die Interpretation der rhythmischen Zeit und der rhythmischen Schemata in ghanaischer und anderer afrikanischer Volksmusik waren revolutionär und sind Standard für Forscher und Studenten in der ganzen Welt geworden. Zum Beispiel hat Nketia die Verwendung des leichter lesbaren 6/8-Taktes in seinen Kompositionen eingeführt, als Alternative zu dem zweiteiligen 2/4-Takt mit Triolen, der davor von seinem Lehrer und Förderer Ephraim Amu (1899–1995) verwendet wurde. Obwohl diese Notation Amus Theorie des konstanten Rhythmus oder Grundschlags untergräbt, und akademischen Streit verursachte, beharrte Nketia auf dem Standpunkt, dass der ausschließliche Gebrauch von Triolen in einer zweiteiligen Taktgebung missverständlich sei. Heute haben sich viele Studenten weltweit von der Nützlichkeit von Nketias Theorie überzeugt und transkribieren in dieser Weise afrikanische Musik.
Nketia lehrte als Hochschullehrer auch an der University of California, Los Angeles und der University of Pittsburgh. Als Emeritus leitet er das International Centre for African Music and Dance (ICAMD).
In Ghana war Nketia auch als Komponist bekannt. Neben zahlreichen Chorwerken, die in die Tradition von Ephraim Amu gestellt werden können, komponierte er sowohl für westliche wie für afrikanische Instrumente (ghanaische Flöte atenteben). Besonders bekannt wurden seine Kompositionen für Piano-Solo.
Nketia starb im Alter von 97 Jahren.

## Werke
- African Music in Ghana. Northwestern University Press, Evanston 1963
- The Music of Africa. W. W. Norton, 1974, ISBN 0393021777, ISBN 9780393021776. Deutsch: Die Musik Afrikas. 1979
- African Art Music/The Creative Potential of African Art Music in Ghana. Begleitbuch zu den ICAMD CD-Aufnahmen (ICAMD – DMVI – ICAMD – DMV4). Afram Publications (Ghana) Ltd., Accra 2004